# Aedes berlini
Aedes berlini é um espécie de mosquito do género Aedes, pertencente à família Culicidae.